# Central Florida Zoo and Botanical Gardens
Le Central Florida Zoo and Botanical Gardens est un parc zoologique situé à Sanford en Floride, États-Unis. Créé en 1923, le zoo déménage deux fois avant de s'établir à son emplacement actuel en 1975 avec juste 37 animaux. Le parc s'est ensuite développé pour atteindre 400 animaux. En 2012, le parc annonce l'acquisition de 6,5 hectares supplémentaires pour la réalisation d'un parc safari.
Le zoo fait partie de l'Association des zoos et des aquariums (AZA) et à ce titre participe au programme américain pour les espèces menacées (SSP) pour les espèces suivantes  : guépard, Vari roux, Crotale cascabelle, gibbon, Chat à pieds noirs, Cercopithèque, singe araignée, Pinché à crête blanche, Cyclura et la Panthère nébuleuse. Il s'occupe également de la gestion des studbooks de la Panthère nébuleuse, du Calao à joues argentées et du Touraco à joues blanches.